# El terrón de azúcar
El terrón de azúcar (título original en inglés: The Big Cube) es una película de suspenso psicológico estadounidense de 1969 dirigida por Tito Davison y protagonizada por Lana Turner, Karin Mossberg, George Chakiris, Daniel O'Herlihy y Richard Egan. Su trama sigue a una exactriz entrada en edad a quien su maliciosa hijastra le administra LSD con el objetivo de volverla loca y obtener su fortuna. Se destaca por su descripción agresiva del uso del LSD y de la contracultura en la década de 1960 como males perversos.

## Argumento
Adriana Roman, una actriz de éxito, se casa con el magnate Charles Winthrop, pero el matrimonio no dura mucho: el hombre muere en un accidente de barco en la costa mexicana. La hija de éste, Lisa, desprecia a Adriana y planea suministrarle secretamente LSD con el fin de volverla loca y poder seguir con su novio drogadicto, Johnny, ya que Adriana no aprobaba la relación, además de poder hacerse con la herencia de su padre. Un dramaturgo de Broadway llamado Frederick sospecha algo y, junto a  una amiga íntima de Adriana, deberá sacar a la mujer del hospital psiquiátrico donde había sido ingresada.

## Reparto
- Lana Turner como Adriana Roman.
- George Chakiris como Johnny Allen.
- Richard Egan como Frederick Lansdale.
- Daniel O'Herlihy como Charles Winthrop.
- Karin Mossberg como Lisa Winthrop.
- Pamela Rodgers como Bibi.
- Carlos East como Lalo.
- Augusto Benedico como Dr. Lorenz.
- Víctor Junco como Delacroix.
- Norma Herrera como Stella.
- Pedro Galván como decano de la universidad.
- Regina Torné como Queen Bee.
- Rogelio Guerra como guardaespaldas de Queen Bee (no acreditado).

## Producción

### Desarrollo
La película se basó en una historia de Tito Davison y Edmundo Báez, el primero de los cuales fue el director. En enero de 1968, Motion Pictures International (MPI) negoció un acuerdo de coproducción con Producciones Anco, con sede en México, para producir la película, basada en un guion escrito por William Douglas Lansford.

### Rodaje
La película se rodó en locaciones de México, principalmente en los Estudios Churbusco en la Ciudad de México, así como en la bahía costera de Acapulco, con un presupuesto de 560 000 dólares. El rodaje estaba previsto que durara aproximadamente ocho semanas. La decisión de rodar la película en el extranjero tenía como objetivo doble impulsar el mercado cinematográfico de México y reducir los costos de producción, que se estimaban en 300 000 dólares más si se filmaba en Estados Unidos.

## Lanzamiento

### Taquilla
La película se estrenó en cines en los Estados Unidos el 30 de abril de 1969, y su estreno regional se realizó en Cincinnati, Ohio. Continuó estrenándose en varias ciudades de Estados Unidos durante mayo de 1969, incluidas Filadelfia, Pensilvania; Chicago, Illinois; Portland, Oregón; y Boston, Massachusetts. La película se estrenó en Los Ángeles el 21 de mayo de 1969, aunque los compromisos en la ciudad de Nueva York no comenzaron hasta enero de 1970.

### Medios domésticos
La película se lanzó en DVD en 2007 como parte del Volumen 2 de la serie Women in Peril («Mujeres en peligro») de Cult Camp Classic de Warner Brothers, una serie de tres partes que incluía Sin remisión (1950) de John Cromwell y la película que le dio a Joan Crawford su último papel protagónico, Trog (1970) de Freddie Francis.